# Хелена (Џорџија)
Хелена (Џорџија) (енгл. Helena) град је у америчкој савезној држави Џорџија. По попису становништва из 2010. у њему је живело 2.883 становника.

## Демографија
Према попису становништва из 2010. у граду је живело 2.883 становника, што је 576 (25,0%) становника више него 2000. године.
| Група             | 2000.         | 2010.         |
| Белци             | 957 (41,5%)   | 1.087 (37,7%) |
| Афроамериканци    | 1.250 (54,2%) | 1.557 (54,0%) |
| Азијати           | 9 (0,4%)      | 6 (0,2%)      |
| Хиспаноамериканци | 79 (3,4%)     | 211 (7,3%)    |
| Укупно            | 2.307         | 2.883         |